# سانت فلیو د کدینس
سانت فلیو د کدینس (به اسپانیایی: Sant Feliu de Codines) یک شهرستان در اسپانیا است که در بارسلون واقع شده‌است.

## خصوصیات
سانت فلیو د کدینس ۱۵٫۱۸ کیلومترمربع مساحت و ۵٬۶۲۰ نفر جمعیت دارد و ۴۸۰ متر بالاتر از سطح دریا واقع شده‌است.